# Stomacis pictifrons
Stomacis pictifrons är en stekelart som beskrevs av Henry Keith Townes, Jr. 1970. Stomacis pictifrons ingår i släktet Stomacis och familjen brokparasitsteklar. Inga underarter finns listade i Catalogue of Life.